# Rynkmussling
Rynkmussling (Lentinellus vulpinus) är en svampart som först beskrevs av James Sowerby, och fick sitt nu gällande namn av Kühner & Maire 1934. Rynkmussling ingår i släktet Lentinellus och familjen Auriscalpiaceae.  Arten är reproducerande i Sverige. Inga underarter finns listade i Catalogue of Life.
I den svenska databasen Dyntaxa används istället namnet Lentinellus auricula för samma taxon.  Arten är reproducerande i Sverige.